# カウンタースパイ
カウンタースパイ（CounterSpy）とは、サンベルト・ソフトウェア社のスパイウェア対策ソフト。有料、15日試用期間あり。2006年8月時点で現行のバージョンは1.5。近く2.0が出る予定である。
以前はマイクロソフト・アンチスパイウェアと同じエンジンを用いていた。日本語版は無い。